# Erica Bertelegni

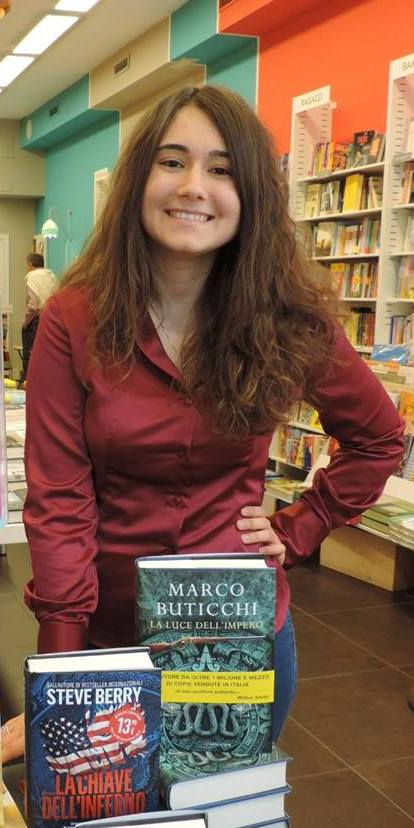
Erica Bertelegni

Erica Bertelegni (* 16. Mai 1997) ist eine italienische Schriftstellerin.

## Werdegang
Erica Bertelegni studierte an der Universität von Mailand, wo sie 2019 ihren Abschluss machte. Sie arbeitet, seit 2012 professionell.

## Werke
- 100 incanti. De Agostini, Novara 2012, ISBN 978-88-418-7061-7
  - deutsch als: 99 und (m)ein Wunsch. Aus dem Ital. von Ulrike Schimming, Fischer KJB, Frankfurt, Main 2013, ISBN 978-3-596-85538-4
- Fra le stelle e il cielo. De Agostini, Novara 2012, ISBN 978-88-418-9729-4
- La chiave dell’amicizia. DeA Planeta Libri, Milano 2017, ISBN 978-88-511-5044-0